# Chimik Suzak
Chimik Suzak (kirg. Футбол клубу «Химик» Сузак) – kirgiski klub piłkarski, mający siedzibę we wsi Suzak, na zachodzie kraju.

## Historia
Chronologia nazw:
- 1994: Chimik Suzak (ros. «Химик» Сузак)

Piłkarski klub Chimik został założony w miejscowości Suzak w roku 1994. W 1994 zespół startował w rozgrywkach o Puchar Kirgistanu, gdzie dotarł do 1/16 finału. W 1995 debiutował w Wyższej Lidze, w której najpierw zajął ostatnie 8.miejsce w grupie południowej i nie zakwalifikował się do turnieju finałowego. W 1995 i 1998 występował w rozgrywkach o Puchar Kirgistanu. W 1998 zmagał się w Pierwszej Lidze. W 2015 grał w rozgrywkach futsalowych.

## Sukcesy

### Trofea międzynarodowe
Nie uczestniczył w rozgrywkach azjatyckich (stan na 31-12-2015).

### Trofea krajowe
| \| \| Zdobyte trofea w rozgrywkach Kirgistanu (stan na: 31-12-2015) \| |                                                               |      |                      |
| Rozgrywki                                                              | Osiągnięcie                                                   | Razy | Sezon(y)             |
| Mistrzostwo                                                            | I miejsce                                                     | 0    |                      |
| Mistrzostwo                                                            | II miejsce                                                    | 0    |                      |
| Mistrzostwo                                                            | III miejsce                                                   | 0    |                      |
| Mistrzostwo                                                            | 8.miejsce                                                     | 1    | 1995 (gr.południowa) |
| Puchar                                                                 | zdobywca                                                      | 0    |                      |
| Puchar                                                                 | finalista                                                     | 0    |                      |
| Puchar                                                                 | 1/8 finału                                                    | 1    | 1995                 |
| II liga                                                                | I miejsce                                                     | ?    |                      |
| II liga                                                                | II miejsce                                                    | ?    |                      |
| II liga                                                                | III miejsce                                                   | ?    |                      |
| Kirgistan                                                              | Zdobyte trofea w rozgrywkach Kirgistanu (stan na: 31-12-2015) |      |                      |

## Stadion
Klub rozgrywa swoje mecze domowe na stadionie Centralnym w Suzaku, który może pomieścić 1000 widzów.